# Gassan
El Gassan (月山, Gassan) és la muntanya més alta de les Tres Muntanyes de Dewa a la prefectura de Yamagata (Japó), antigament, a la província de Dewa. El Santuari Gassan es troba al cim de la muntanya, a 1.984 mtres sobre el nivell del mar. És un volcà de tipus estratovolcà.
Degut a les fortes nevades durant l'hivern, la muntanya i el santuari són inaccessibles durant llargs períodes de l'any; no obstant, es pot esquiar a la muntanya d'abril fins a mitjans d'estiu.
Bashō Matsuo va compondre un haiku dedicat a la muntanya:

| Kumo no mine    | 雲の峯       | Cims de núvols    |
| Ikutsu kuzurete | いくつ崩れて | Alguns col·lapsen |
| Tsuki no yama   | 月の山       | Mont de la lluna  |

El « mont de la lluna » (月の山, tsuki no yama, kun'yomi dels kanjis) es refereix al mot « mont lluna » (月山, gas-san), on'yomi amb la flexió de gatsu (月).

## Galeria

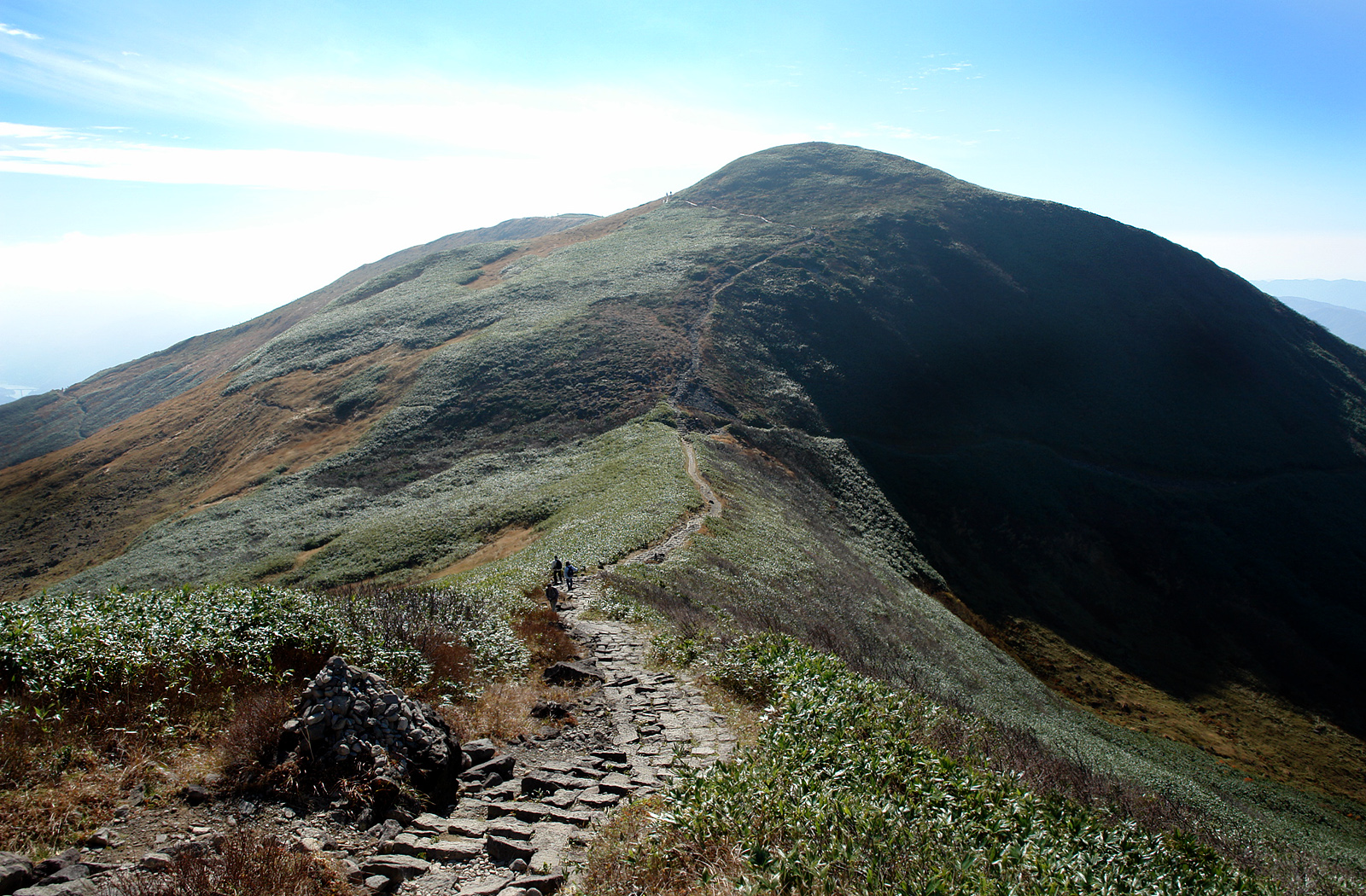
Cresta de la muntanya
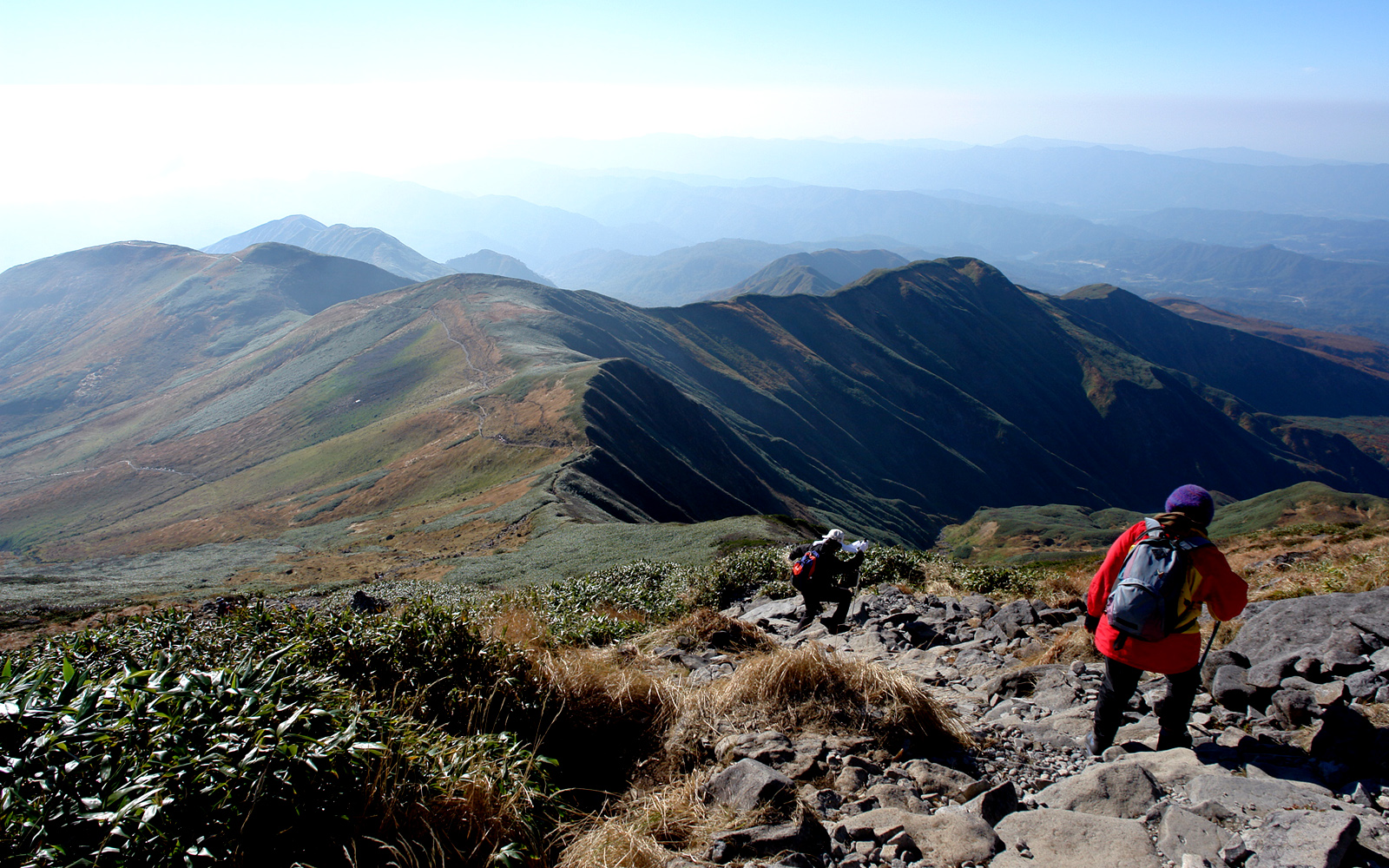
Cresta de la muntanya
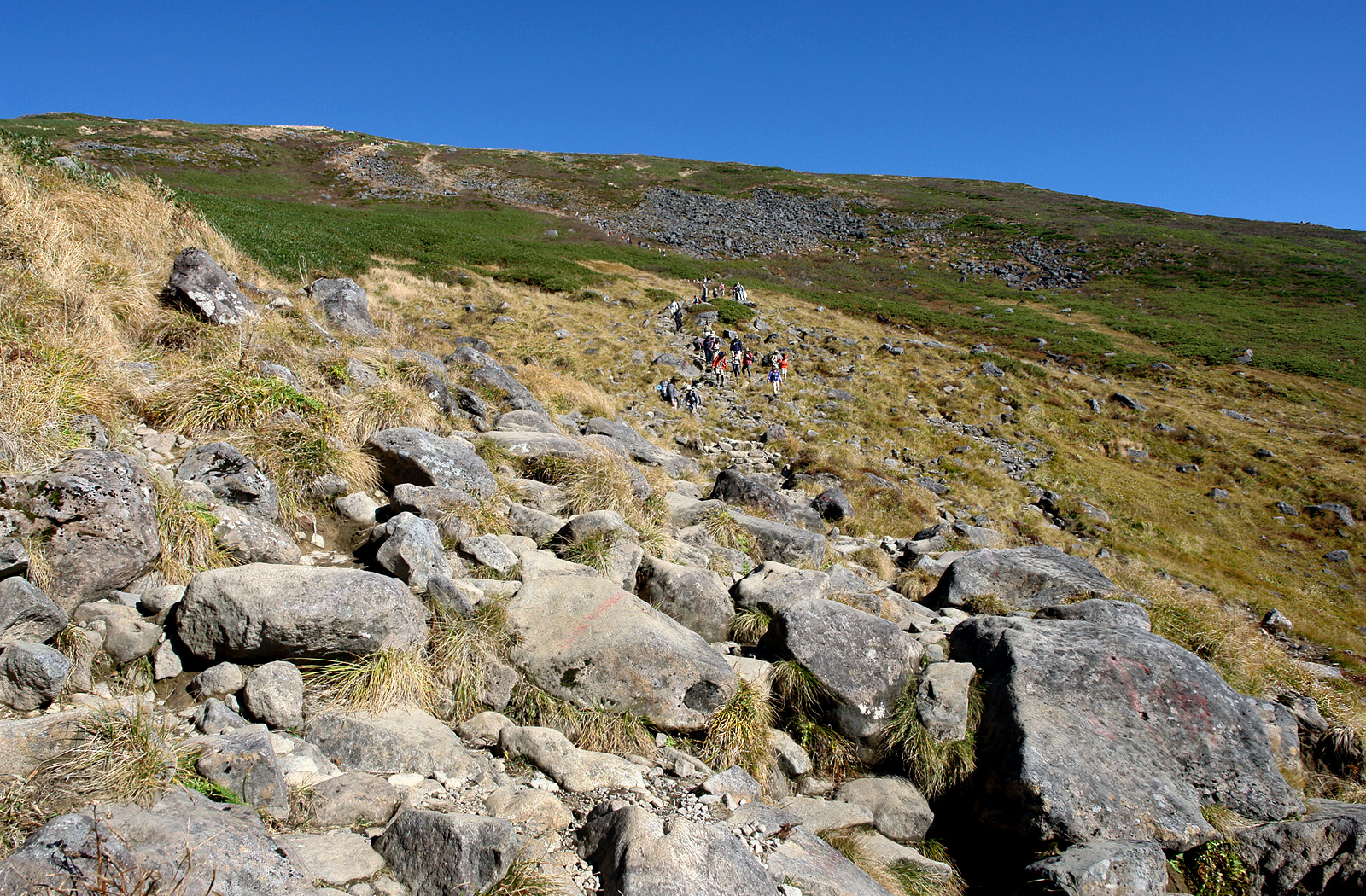
Pendent
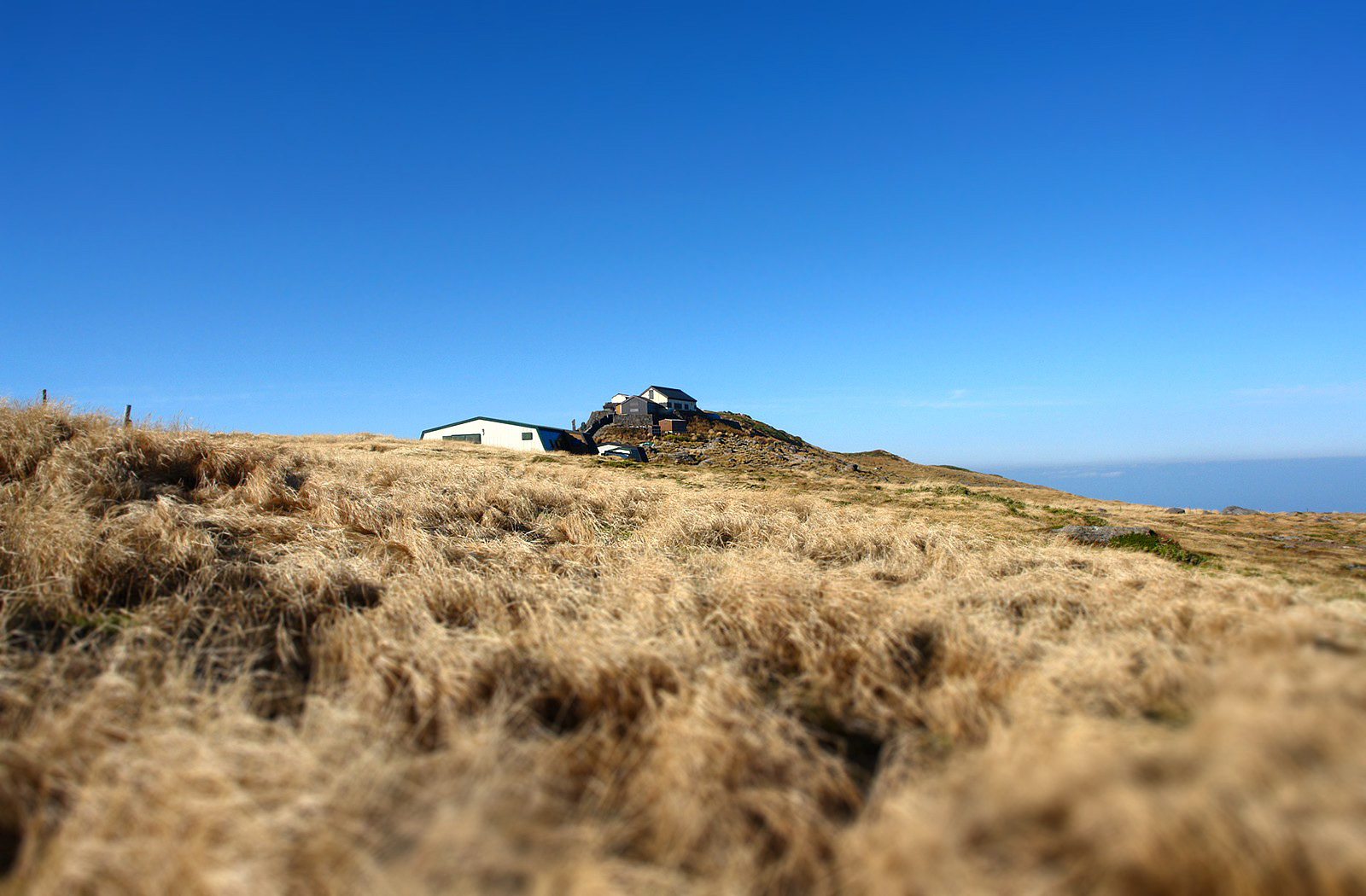
Alberg de muntanya
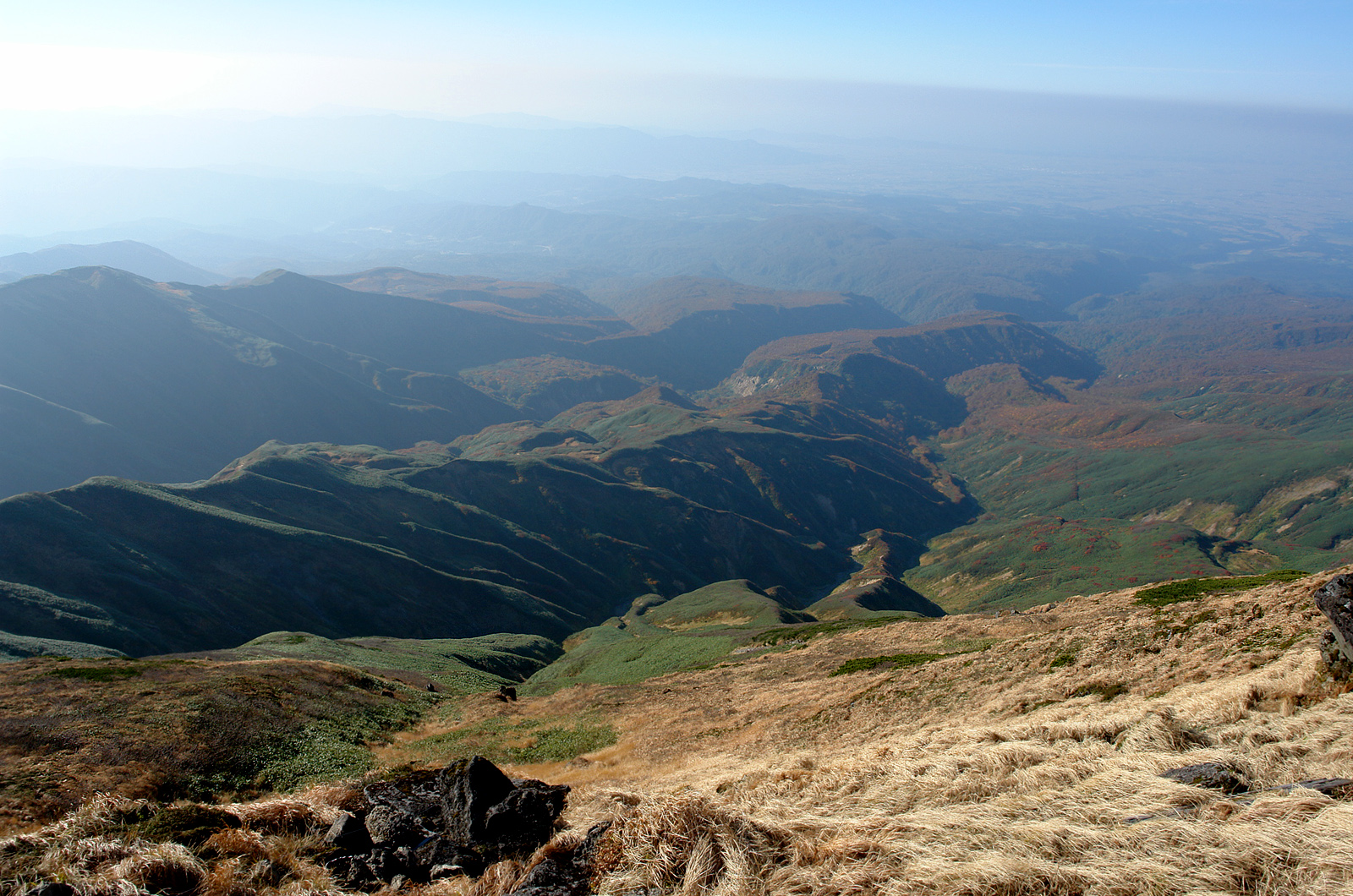
Vista des del cim
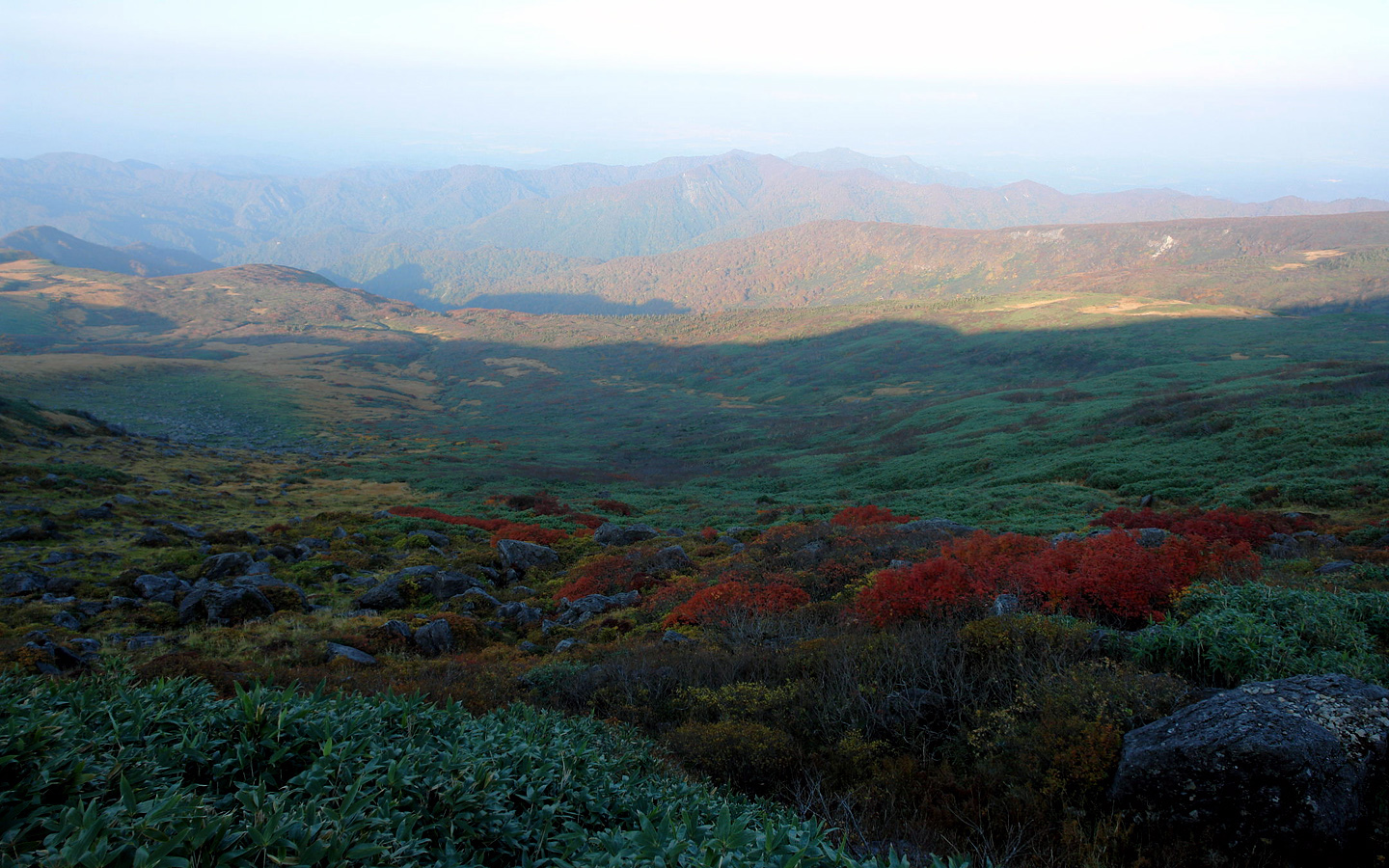
Colors de tardor
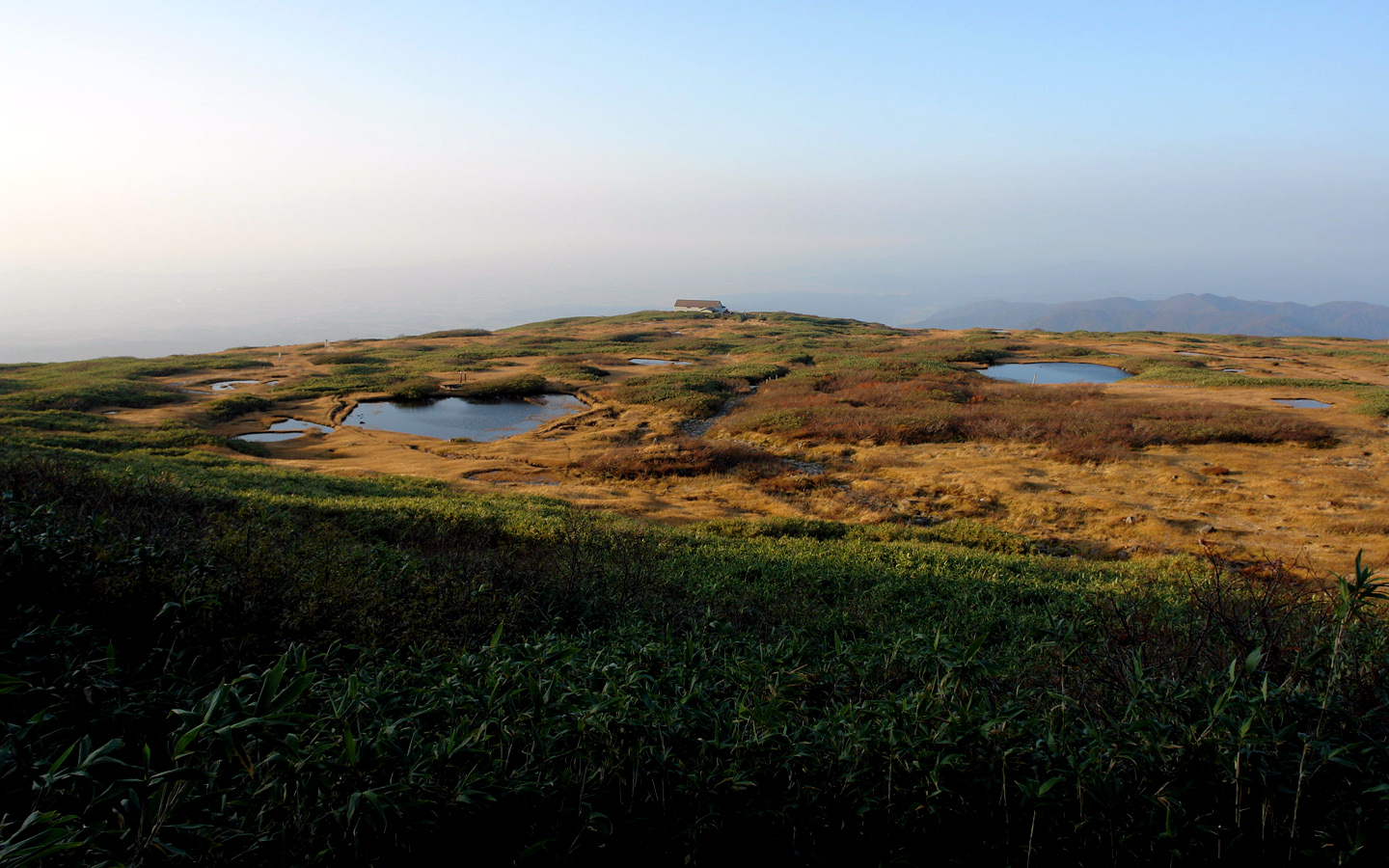
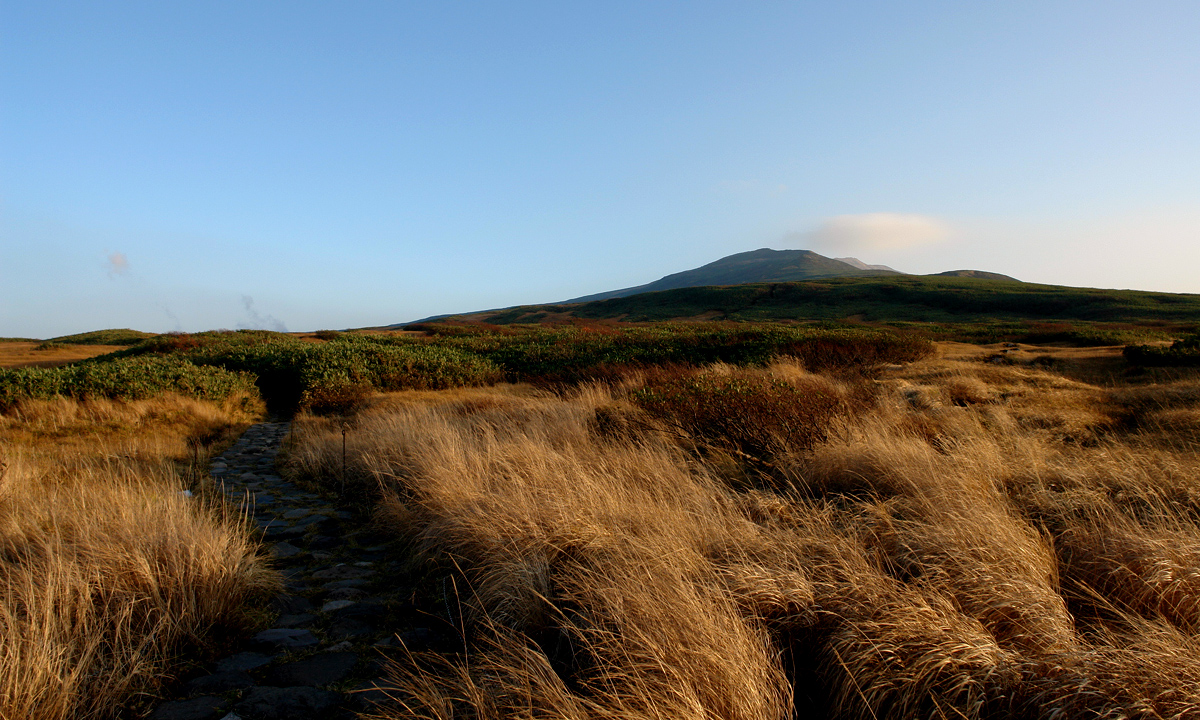
Gassan Midagahara
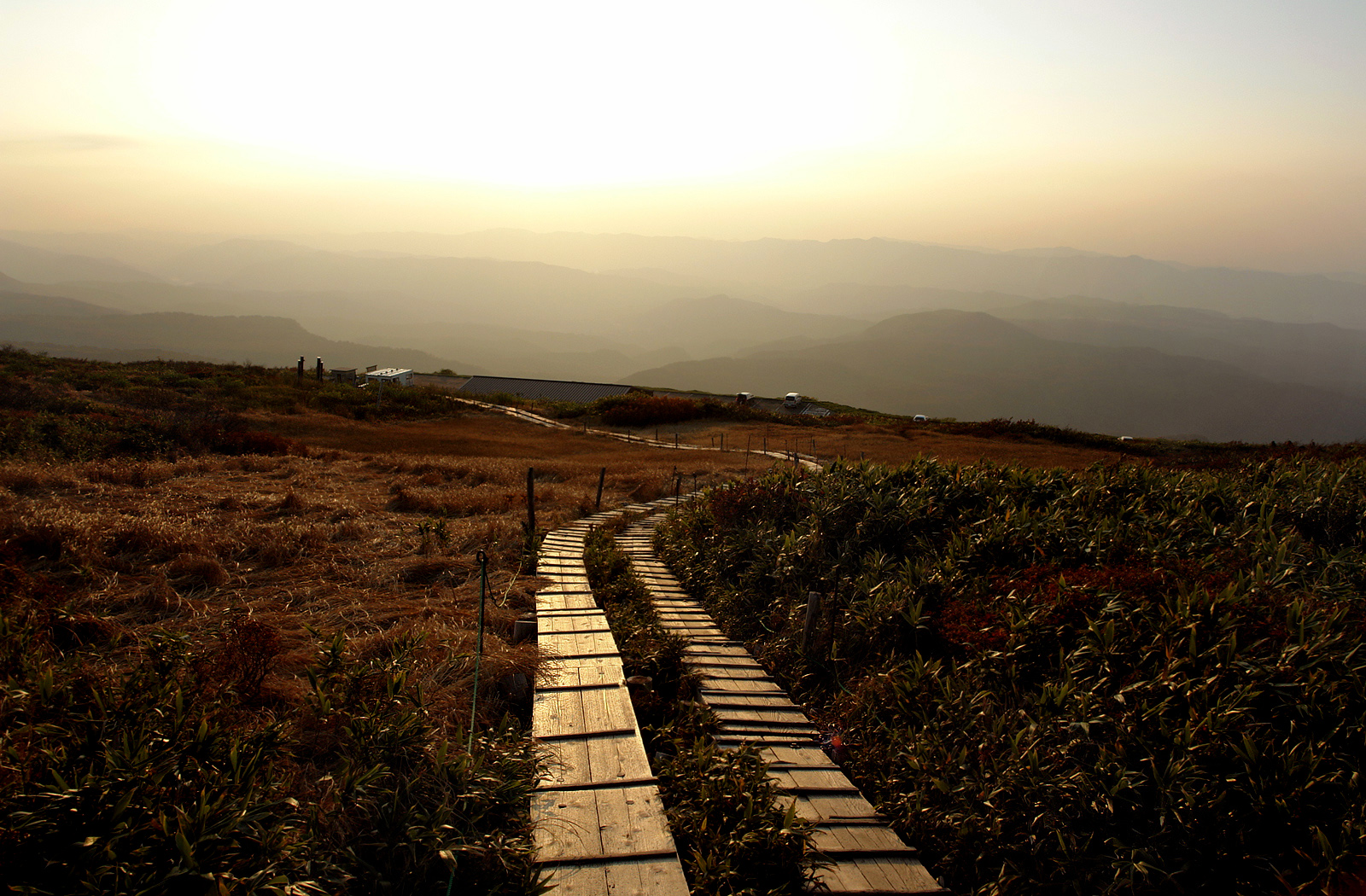
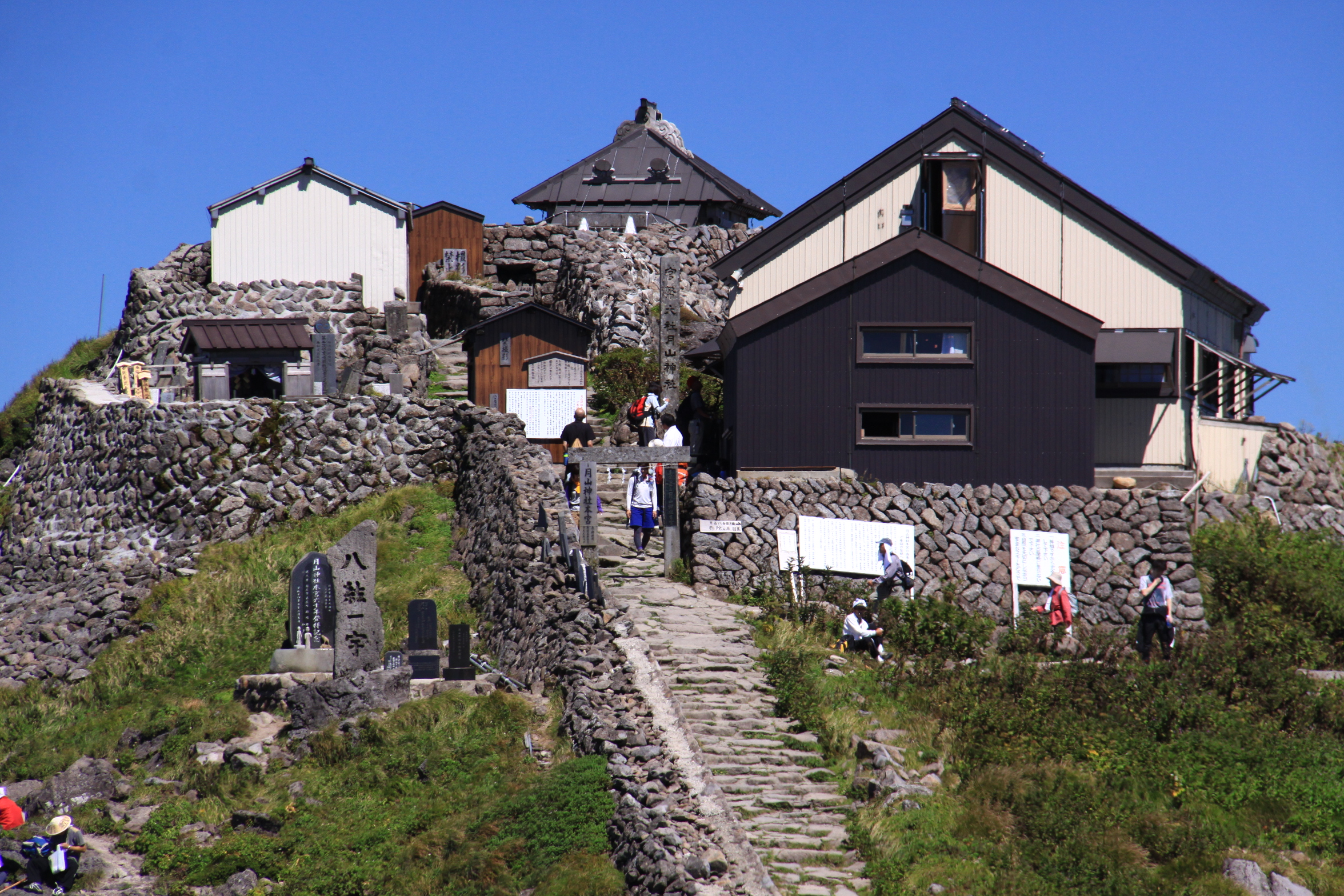
Santuari Gassan al cim